# 七沢森林公園
神奈川県立七沢森林公園（ななさわしんりんこうえん）は、神奈川県厚木市七沢、小野、上古沢にある都市公園（広域公園）である。

## 地理・歴史
丹沢山地の東端に位置し、標高は概ね 90～180m。かつては里山として近隣住民の生活に利用されてきたが、都市化が進んだ1980年代になり隣接地域（現・森の里）で宅地造成されることとなった。
しかし現在当公園がある地域は急傾斜地であり、以前から土砂流出防備保安林として維持されてきた林も多く含まれている。また人々の生活の中で維持されてきた雑木林が残っていることから、これらの地形やかつての里山環境を活かした形で都市公園として整備されることとなり、1990年4月1日に開園した。
供用面積は 64.6ha で、神奈川県立公園では津久井湖城山公園(77.7ha)、観音崎公園(70.4ha)に次いで 3番目の広さ（2018年4月現在）。緑の文明学会・日本公園緑地協会による「日本の都市公園100選」にも選ばれている。
広範囲にわたり雑木林で覆われ、園内には沢も流れ、様々な自生植物や野生動物の姿が見られるなど、かつての面影を色濃く残す都市公園になっている。

## 生態系

### 植物
当地域はかつて地域住民の生活を支えた里山であり、広範にわたって、当時の雰囲気を色濃く残す雑木林で覆われている。春には新緑を、晩秋にはモミジをはじめ様々な紅葉・黄葉を見ることができる。
また、公園として整備された際に植えられた各種シャクナゲや桜などの他、様々な植物が自生し、次のような植物の花が四季を通して観察される。
- 春
  - 梅、桜（ソメイヨシノ、シダレザクラ、ヤマザクラ）、ボケ、キブシ、アセビ、コブシ、ユキヤナギ、タンポポ、ジュウニヒトエ、スミレ、シャクナゲ、ウワミズザクラ、オオデマリ、コデマリ、フジ、オオムラサキツツジ、ヤマブキ、ハナミズキ、ドウダンツツジ、ガマズミ、シャガ、ヤマルリソウ、サツキ、ツツジ、ハコネウツギ、ウツギ、エゴノキ、クチナシ、ミズキ
- 夏
  - アジサイ、ホタルブクロ、シモツケ、キンシバイ、ナツツバキ、ヤマボウシ、ヒメシャラ、ヤマユリ、サルスベリ、ハギ
- 秋
  - ツワブキ、ヤマボウシ、ムラサキシキブ、ウメモドキ
- 冬
  - サザンカ、カンツバキ

### 動物
シジュウカラ、ヤマガラ、メジロ、ウグイスをはじめ様々な野鳥、および猿、鹿など大型の哺乳動物も生息する。また、2002年と2004年には隣接する森の里地区で熊の目撃情報があった。
なお、全域が鳥獣保護区に指定されている。

## 園内施設
公園は年中無休・入園無料。ただし一部施設については別途利用日時・料金が定められている。
- ビジターセンター（公園管理事務所）
- 森の民話館
  - かつて農林業が営まれていた、山里の雰囲気を残す当公園の様相を伝えることを意図し、農具・民具の展示や民話のビデオ上映などが行われている。また所定日時には地域のお話会による語り部が上演される。入館無料。
- であいの広場・寸草亭（庭園）
- 野外ステージ
- ななさわの丘（展望台）
  - 七沢地区および東丹沢・大山方面への展望が開ける。
- 尾根のさんぽ道
  - 七沢・森の里の境界付近の尾根を縦走する歩道で、沿道の所々からは県内東部・東京都心方面への展望が開ける。
- ピクニック広場
  - 炭焼きバーベキュー施設。バーベキュー利用は有料・要予約。管理は七沢観光協会（「七沢温泉入口」バス停前の東丹沢七沢観光案内所内）。
- わんぱく森（アスレチック施設）
- おおやま広場
- シャクナゲ園
- あやめ池
- 森のかけはし
  - 正面入口の上に架けられたアーチ橋（RC構造）で、当公園の玄関口を演出する。12月になるとクリスマスにちなみ大きなリースが飾られる。
- 沢のさんぽ道
- とうげの広場（巡礼峠）
  - 関東ふれあいの道「巡礼峠のみち」（伊勢原市日向から厚木市七沢を経て清川村御門へ至る 8.8km の自然歩道）の通過点にもなっており、日向薬師・自然保護センターや飯山白山森林公園・別所温泉（清川村）方面に向かう自然歩道が整備されている。
  - 巡礼峠は、古くから板東三十三ヶ所霊場の第 6番札所・飯山観音への巡礼者に歩かれていた、巡礼の道である。また、かつてこの峠付近で巡礼者親子が盗人に殺されたとの伝承も残る。標高192m。
- 森のアトリエ
  - 陶芸教室・木工教室などが開かれている。教室参加は有料。
- さくらの園
- ふるさわ広場
- 東屋、飲水栓、トイレ（一部車椅子対応）、飲料自動販売機（正面入口、ピクニック広場）

また、近隣住民等が参加し随時行われている雑木林保全活動などでは、一般参加が可能な催しもある（詳細は#外部リンク先を参照）。
園内は階段や山道も多いが、一部施設についてはスロープ等が整備され車椅子利用が可能になっている。車椅子対応トイレの利用時間は 9〜16時。

## アクセス

### 車
- 公園周辺に中央口、第2、北口、第3（繁忙期のみ）の4か所の駐車場が設けられている[2]。
- 厚木ICから約20分、伊勢原大山ICから約8分、圏央厚木ICから約25分[2]。

### 公共交通
小田急小田原線本厚木・愛甲石田・伊勢原の各駅から当公園の西側および東側に、神奈川中央交通の路線バスが運行されている
（神奈川中央交通伊勢原営業所、神奈川中央交通厚木営業所及び公式サイト 時刻案内参照）。

#### 中央口
- 厚木バスセンターから「七沢」「七沢温泉」「広沢寺温泉」行
- 愛甲石田駅から「七沢病院」行
- 伊勢原駅北口から「七沢」行
  - 各系統「七沢温泉入口」停留所から徒歩約8分[2]。

#### 北口・森の里口
- 厚木バスセンターから船子・中学校経由「森の里」行
- 愛甲石田駅から愛甲原住宅・愛名入口経由「森の里」行
  - 各系統「森の里三丁目」バス停下車徒歩7分[2]、「森の里」バス停から森のアトリエまで徒歩10～15分[2]

## 周辺
- 丹沢（丹沢大山国定公園）
- 東丹沢七沢観光案内所・七沢観光協会（七沢温泉入口バス停前）
- 関東ふれあいの道「巡礼峠のみち」
- 神奈川県立自然環境保全センター（自然保護センター）
- 日向薬師（日向山霊山寺）
- 大山・阿夫利神社
- 七沢温泉、広沢寺温泉、かぶと湯温泉
- 鐘ヶ嶽
- 飯山白山森林公園、白山（飯山白山）、飯山観音（長谷寺）、飯山温泉
  - 当公園北部の巡礼峠から白山までは尾根道を徒歩約 3km。春には約3000本の桜で彩られる。
- 清川村、別所温泉、宮ヶ瀬湖
- 上古沢緑地
  - 広場状の公園になっており、春にはハナビシソウ（ケシ科の一年草）が咲く。北口より徒歩約15分。
- 若宮公園
  - 森の里の団地を抜けて反対側の、かつての谷戸跡が公園となっている。南口・森の里口から徒歩約15分。
- 伊勢原温泉